# Schütz (Familienname)
Schütz ist ein Familienname.

## Verbreitung
Der Familienname Schütz gehört zu den 150 häufigsten Nachnamen in Deutschland. Mit rund 12.500 Telefonbucheinträgen befindet sich dieser auf Platz 148.

## Namensträger

### A
- Adolf Schütz (Drehbuchautor) (1895–1974), österreichischer Schauspieler, Regisseur, Theaterleiter und Schriftsteller
- Adolf Schütz (Politiker) (* 1938), österreichischer Politiker (SPÖ)
- Albert H. Schütz (?–1929), Schweizer Jurist, Journalist und Redaktor
- Albert J. Schütz (1936–2020), US-amerikanischer Linguist und Hochschullehrer
- Alexander Schütz (1847–1892), deutscher Architekt
- Alfred Schütz (1899–1959), österreichischer Jurist und Soziologe
- Amalie Schütz (1803–1852), österreichische Sängerin
- Anna Maria Schütz (1829–1888), österreichische Unternehmerin
- Anneliese Schütz (um 1875–nach 1945), deutsche Übersetzerin
- Anton Schütz (Politiker) (1861–1919), deutscher Politiker
- Anton Schütz (Theologe, 1880) (1880–1953), banatschwäbischer Theologe
- Anton Schütz (Künstler) (später auch Anton Schutz; 1894–1977), deutsch-amerikanischer Künstler, Autor und Verleger
- Anton Schütz (Fußballspieler) (1927–2007), deutscher Fußballspieler
- Anton Schütz (Theologe) (1930–2012), deutscher katholischer Geistlicher
- Anton Schütz (Jurist), österreichischer Jurist und Philosoph, Professor für Rechtsgeschichte und Rechtstheorie, Senior Lecturer in Law in London
- Armin Schütz (1935–2009), deutscher Romanist, Französist und Sprachwissenschaftler
- Arnold Schütz (Fabrikant) (1828–?), österreichischer Jurist und Fabrikant
- Arnold Schütz (1935–2015), genannt Pico Schütz, deutscher Fußballspieler
- Arthur Schütz (1880–1960), österreichischer Schriftsteller und Ingenieur
- Artur Schütz (1915–2001), deutscher Mediziner und numismatischer Autor
- Astrid Schütz (* 1960), deutsche Psychologin und Hochschullehrerin
- August Schütz (1808–1887), deutscher Fabrikant und Firmengründer

### B
- Balthasar Friedrich von Schütz (~1664–1734), deutscher Offizier, theologischer Übersetzer und Schriftsteller
- Bernd Schütz (* 1957), deutscher Sänger, Musiker und Produzent
- Bernhard Schütz (Kunsthistoriker) (1941–2023), deutscher Kunst- und Architekturhistoriker
- Bernhard Schütz (* 1959), deutscher Bühnen- und Filmschauspieler
- Bertha Schütz (1847–1916), österreichische Opernsängerin (Sopran, Mezzosopran), siehe Bertha von Dillner
- Birgit Schütz (* 1958), deutsche Ruderin
- Bohumil Schütz (1903–1993), tschechischer Kakteenkenner, Buchautor und Gründungsmitglied der IOS

### C
- Carl Schütz (Kupferstecher) (1745–1800), österreichischer Kupferstecher, Zeichner und Architekt
- Carl Schütz (Philologe) (1805–1892), deutscher Philologe
- Carl Schütz (Schiedsrichter), deutscher Fußballschiedsrichter
- Carl-Theodor Schütz (auch Karl-Theodor Schütz; 1907–1985), deutscher Jurist und Geheimdienstmitarbeiter
- Carsten Schütz (* 1975), deutscher Langstreckenläufer
- Caspar Schütz (1540–1594), deutscher  Historiker
- Christian Schütz (Theologe) (auch Sagittarius oder Toxotes; 1526–1592), deutscher Theologe
- Christian Schütz (Politiker) (1816–1890), deutscher Verwaltungsbeamter und Politiker, MdL Nassau
- Christian Schütz (Admiral) (1861–1915), deutscher Vizeadmiral
- Christian Schütz (Abt) (* 1938), deutscher Geistlicher
- Christian Schütz (Grafiker) (1941–2025), deutscher Maler und Grafiker
- Christian Georg Schütz der Ältere (1718–1791), deutscher Maler und Kupferstecher
- Christian Georg Schütz der Vetter (1758–1823), deutscher Maler und Radierer
- Christian Georg Schütz der Jüngere (1803–1821), deutscher Maler
- Christian Gottfried Schütz (1747–1832), deutscher Humanist
- Christoph Schütz (auch Christian Schütz; 1689–1750), deutscher Hofbeamter und Lieddichter

### D
- Daniel Schütz (* 1989), deutscher Influencer, siehe Jeremy Fragrance
- Daniel Schütz (Fußballspieler) (* 1991), österreichischer Fußballspieler
- David Schütz (* 1941), israelischer Schriftsteller
- Detlef Schütz (* 1966), deutscher Fußballschiedsrichter
- Dieter Schütz (Musiker) (1955–1991), deutscher Musiker und Komponist
- Dieter C. Schütz (* 1953), deutscher Kunst- und Kulturwissenschaftler und Hochschullehrer
- Dietmar Schütz (* 1943), deutscher Politiker
- Dirk Schütz (* 1964), deutscher Journalist

### E
- Eberhard Schütz (1911–1985), deutscher Rundfunkjournalist
- Eduard Schütz (Schauspieler) (1799–1868), deutscher Schauspieler
- Eduard Schütz (Theologe) (1928–2001), deutscher Theologe
- Edy Schütz (* 1941), luxemburgischer Radrennfahrer
- Egon Schütz (1932–2015), deutscher Pädagoge und Hochschullehrer
- Elga Schütz (* 1950), deutsche Schauspielerin und Hörspiel- bzw. Hörbuchsprecherin
- Emil Schütz (Mediziner) (1853–1941), böhmisch-österreichischer Internist
- Emil Schütz (Architekt) (1882–1963), deutscher Architekt
- Erhard Schütz (* 1946), deutscher Literaturwissenschaftler
- Erich Schütz (Maler) (1886–1937), österreichischer Maler und Illustrator
- Erich Schütz (Mediziner) (1902–1988), deutscher Physiologe
- Erich Schütz (Journalist) (* 1956), deutscher Journalist und Schriftsteller
- Ernst Schütz (General) (1867–1944), deutscher Generalmajor
- Ernst Schütz (Sänger) (1935–2020), österreichischer Opernsänger (Tenor) und Schauspieler
- Eva Schütz (Ordensfrau) (1899–1950), deutsche römisch-katholische Ordensfrau, Missionarin und Märtyrerin
- Eva Schütz (* 1973), österreichische Leichtathletin, Unternehmerin und Politikerin

### F
- Felix Schütz (* 1987), deutscher Eishockeyspieler
- Franz Schütz (Maler, 1751) (1751–1781), deutscher Maler
- Franz Schütz (Maler, 1855) (1855–1945), österreichischer Maler
- Franz Schütz (Hygieniker) (1887–1955), deutscher Hygieniker und Hochschullehrer
- Franz Schütz (Organist) (1892–1962), österreichischer Organist, Hochschullehrer und -Direktor
- Franz Schütz (Fußballspieler) (1900–1955), deutscher Fußballspieler
- Franz Schütz (Politiker, 1900) (1900–1970), deutscher Politiker (CDU)
- Franz Schütz (Bildhauer), österreichischer Bildhauer
- Franz Schütz (Politiker, 1908) (1908–1984), österreichischer Politiker (ÖVP)
- Friedrich Schütz (Schriftsteller) (1844–1908), österreichischer Schriftsteller
- Friedrich Schütz (Musiker) (1894–1985), böhmisch-österreichischer Pianist, Komponist und Börsenhändler
- Friedrich Schütz (Historiker) (1936–2007), deutscher Historiker und Archivar
- Friedrich Adolf Schütz (1782–1854), polnischer Architekt, Bauherr und Freimaurer, siehe Fryderyk Schütz
- Friedrich Jacob Schütz (1813–1877), deutscher Revolutionär
- Friedrich Karl Julius Schütz (1779–1844), deutscher Historiker
- Friedrich Wilhelm Schütz (Theologe) (1677–1739), deutscher Theologe
- Friedrich Wilhelm von Schütz (1758–1834), deutscher Publizist
- Fritz Schütz (Prediger) (1833–1888), deutschamerikanischer Prediger und Schriftsteller
- Fritz Schütz (Heimatforscher) (1873–1946), deutscher Heimatforscher, Verlagsbuchhändler und Politiker (DVP), MdPL Ostpreußen

### G
- Gabriel Schütz (1633–1710), deutscher Komponist, Gambist und Zinkist
- Georg Schütz (Maler) (1875–1945), deutscher Maler, Illustrator, Werbegrafiker, Karikaturist und Wandmaler
- Georg von Schütz zu Purschütz (um 1600–1681), kaiserlicher General
- George Carl Gotthilf von Schütz (1758–1805), preußischer Kammerbeamter
- Gerda von Schütz (1893–1982), deutsche Politikerin (CDU), Mitglied des Abgeordnetenhauses von Berlin
- Gerhard Schütz (* 1956), deutscher Autor und Hypnosetherapeut
- Gisela Schütz (* 1955), deutsche Physikerin
- Günter Schütz (* 1934), deutscher Maler, Grafiker und Bildhauer
- Gunter M. Schütz, deutscher Physiker
- Günther Schütz (Spion) (1912–1991), deutscher Spion
- Günther Schütz (Romanist) (1926–2020), deutscher Romanist, Hispanist und Germanist
- Günther Schütz (Biologe) (1940–2020), deutscher Molekularbiologe

### H
- Hanns Lothar Schütz (1940–1993), deutscher Journalist
- Hans Schütz (Sänger) (1862–1917), deutscher Opernsänger (Bariton)
- Hans Schütz (Politiker) (1901–1982), deutscher Politiker (DCSV, CSU)
- Hans Schütz (Schriftsteller, 1913) (1913–1949), Schweizer Lehrer und Schriftsteller
- Hans Schütz (Radsportler) (1922–1994), Schweizer Radrennfahrer
- Hans Schütz (Schriftsteller, 1951) (* 1951), deutscher Schriftsteller, Herausgeber und Umweltpolitiker
- Hans Georg Schütz (1912–1976), deutscher Bandleader und Komponist
- Hans Heinrich Adam von Schütz (1715–1745), deutscher Oberstleutnant
- Hans-Joachim Schütz (* 1948), österreichischer Rechtswissenschaftler
- Hans J. Schütz (1936–2004), deutscher Übersetzer
- Hans Peter Schütz (1939–2021), deutscher Journalist und Autor
- Harald Schütz (Mathematiker) (1840–1915), deutscher Mathematiker, Physiker und Gymnasialprofessor
- Harald Schütz (* 1942), deutscher Rechtsmediziner
- Hari Schütz (* 1955), österreichischer Zeichner und Autor
- Heide Schütz (Pädagogin) (* 1941), deutsche Pädagogin und Friedenserzieherin
- Heide Schütz (Schriftstellerin) (* 1943), österreichische Reiseschriftstellerin
- Heinrich Schütz (1585–1672), deutscher Komponist
- Heinrich Schütz (Maler) (1875–1946), deutscher Maler und Zeichner
- Heinrich Schütz (Mediziner) (1906–1986), deutscher Arzt
- Heinrich Schütz (Maler, 1926) (1926–2014), deutscher Maler, Lackierer und Firmeninhaber
- Heinrich Schütz (Fußballspieler), deutscher Fußballspieler (FC Bayern)
- Heinrich Friedrich Schütz (1779–1829), Adjunkt, Lehrer, Kantor, Organist, Badeinspektor
- Heinrich Joseph Schütz (1760–1822), deutscher Maler und Grafiker
- Heinz Schütz (Komponist) (1926–2005), deutscher Komponist
- Heinz Schütz (Kunsttheoretiker) (* 1953), deutscher Kunsttheoretiker und -Kritiker
- Helga Schütz (* 1937), deutsche Schriftstellerin
- Helmut Schütz (General) (* 1956), deutscher Generalleutnant der Luftwaffe
- Helmut Schütz (Beamter) (* 1957), deutscher Beamter, Ministerialdirektor und Amtschef in Bayern
- Helmut G. Schütz (* 1938), deutscher Kunstpädagoge, Didaktiker und Hochschullehrer
- Henriette Hendel-Schütz (1772–1849), deutsche Schauspielerin und Pantomimin
- Hermann Schütz (Philologe) (1807–1860), deutscher Philologe und Literaturkritiker
- Hermann Schütz (Kupferstecher) (1807–1869), deutscher Kupferstecher
- Hermann Schütz (Maler) (1875–1953), deutscher Maler, Illustrator und Militärzeichner
- Hermann Schütz (Verleger) (1883–nach 1962), deutscher Verleger
- Horst Schütz (* 1951), deutscher Radrennfahrer
- Hugo von Schütz (1836–1912), sächsischer Jurist und Politiker

### I
- Ignaz Robert Schütz (1868–1927), sudetendeutscher Physiker, Mathematiker und Journalist

### J
- J. C. Schütz (* 1976), schwedischer Sänger und Komponist
- Jean-Philippe Schütz (1939–2023), Schweizer Forstwissenschaftler und Hochschullehrer
- Joachim Schütz (* 1947), deutscher Politiker (Die Grünen)
- Johann Schütz (Richter) (Hans Schütz; 1913–2010), deutscher Rechtswissenschaftler und Richter
- Johann Friedrich von Schütz (1740–1798), preußischer Kammerbeamter, Präsident der Pommerschen Kriegs- und Domänenkammer
- Johann Georg Schütz (1755–1813), deutscher Maler und Radierer
- Johann George von Schütz (1733–1809), preußischer Beamter
- Johann Heinrich Friedrich Schütz (1779–1829), deutscher Organist und Badeinspektor
- Johann Jacob Schütz (1640–1690), deutscher Jurist und Pietist
- Johann Wilhelm Schütz (1839–1920), deutscher Tierarzt und Hochschullehrer
- Johanna Schütz-Wolff (1896–1965), deutsche Grafikerin und Textilkünstlerin, Ehefrau des Theologen Paul Schütz
- Johannes Schütz (Stuckateur) (1704–1752), deutscher Stuckateur
- Johannes von Schütz (1872–1953), deutscher Landrat und Ministerialbeamter
- Johannes Schütz (1899–1945), estnischer Schriftsteller und Lyriker, siehe Juhan Sütiste
- Johannes Schütz (Bühnenbildner) (* 1950), deutscher Bühnenbildner und Regisseur
- Johannes Schütz von Leerodt (1872–1953), preußischer Landrat
- Johannes Adam Schütz (1775–1835), deutscher liberaler Politiker
- Josef Schütz (Pädagoge) (1886–1960), Pädagoge und Direktor des Deutschen Römisch-Katholischen Knabenlyzeums an der Banatia in Timișoara
- Josef Schütz (Architekt) (1898–1966), Schweizer Architekt
- Josef Schütz (Politiker) (1910–1989), deutscher Politiker (SED) und Diplomat, Generalmajor der NVA
- Josef Schütz (KZ-Aufseher) (1920–2023), deutscher KZ-Wächter
- Joseph Schütz (Schauspieler) (1790–1840), deutscher Schauspieler, Opernsänger (Bariton), Librettist und Theaterunternehmer
- Joseph Schütz (Slawist) (1922–1999), deutscher Slawist
- Julia Schütz (* 1977), deutsche Pädagogin
- Julius von Schütz (1853–1910), deutscher Stahlbauingenieur
- Julius Schütz (Mediziner) (1876–1923), österreichischer Pharmakologe und Badearzt
- Julius Ernst von Schütz (1721–1793), deutscher Amtmann
- Julius Franz Schütz (1889–1961), österreichischer Schriftsteller und Bibliothekar
- Jürgen Schütz („Charlie“, 1939–1995), deutscher Fußballspieler
- Jürgen Schütz (Politiker) (* 1945), deutscher Politiker
- Justin Schütz (* 2000), deutscher Eishockeyspieler
- Justus Sinold genannt Schütz (1592–1657), deutscher Jurist und Kanzler der Universität Gießen
- Jutta Schütz (* 1960), deutsche Schriftstellerin und Journalistin

### K
- Karl von Schütz (Oberamtmann) (1783–nach 1845), hohenzollerischer Oberamtmann
- Karl von Schütz (General) (1784–1833), preußischer Generalmajor
- Karl Schütz (Musiker) (1936–2020), österreichischer Musikpädagoge, Organist und Hochschullehrer
- Karl Schütz (Kunsthistoriker) (* 1945), österreichischer Kunsthistoriker
- Karl August von Schütz (Beamter) (1777–1837), preußischer Beamter
- Karol Bogumił Schütz (1741–1818), polnischer Baumeister und Hauptmann
- Katharina Schütz (* 1956), Schweizer Schauspielerin, Schauspiellehrerin und Sprecherin
- Katrin Schütz (* 1967), deutsche Politikerin (CDU), Landtagsabgeordnete in Baden-Württemberg
- Klaus Schütz (1926–2012), deutscher Politiker (SPD), Regierender Bürgermeister von Berlin
- Klaus Schütz (Pädagoge) (* 1950), deutscher Sportpädagoge und Sachbuchautor
- Konstantin Schütz von Holzhausen O.S.B. (1709–1775), katholischer Priester und Weihbischof in Fulda sowie Titularbischof von Mennith, Arabien
- Kristin Schütz (* 1975), deutsche Politikerin (FDP), Landtagsabgeordnete in Sachsen
- Kuno Damian von Schütz-Holzhausen (1825–1883), deutscher Kolonist in Peru

### L
- Lars-Erik Schütz (* 1992), deutscher Fantasy-Autor
- Lieselotte Schütz (1934–2014), deutsche Kunsthistorikerin
- Linus Schütz (* 1993), deutscher Schauspieler
- Ludwig Schütz (1838–1901), deutscher Theologe
- Ludwig Harald Schütz (1873–1941), deutscher Sprachforscher
- Ludwig Richard Schütz (1828–?), österreichischer Chemiker und Fabrikant

### M
- Maja Schütz-Kuhn (1931–1992), Schweizer Porzellanmalerin
- Manfred Schütz (Schriftsteller) (* 1933), deutscher Schriftsteller und Grafiker
- Manfred Schütz (Unternehmer) (1950–2025), deutscher Unternehmer
- Marco Schütz (* 1985), deutscher Eishockeyspieler
- Markus Schütz (* 1965), deutscher Rechtsanwalt
- Martin Schütz (Heimatforscher) (1900–1958), deutscher Lehrer, Archivar und antisemitischer, NS-naher Heimatforscher
- Martin Schütz (Cellist) (* 1954), Schweizer Cellist und Komponist
- Martin Schütz (Volksmusiker) (* 1960), Schweizer Schwyzerörgelispieler und Komponist
- Martin Schütz (Chemiker) (1963–2018), Schweizer Chemiker und Hochschullehrer
- Max von Schütz (1877–1954), deutscher Generalmajor
- Max Schütz (1894–1961), deutscher Politiker (KPD), MdR
- Maximilian von Schütz (1692–1773), braunschweigisch-lüneburgischer Oberhauptmann und Finanzdirektor der kaiserlichen Exekution in Mecklenburg
- Meinrad Schütz (Schütz von Waldshut; um 1440–nach 1479), süddeutscher Soldat und Söldnerführer in Basler und kaiserlich-habsburgischen Diensten
- Michael Schütz, genannt Michael Toxites (1514–1581), Dichter und Mediziner
- Michael Schütz (Kirchenmusiker) (* 1963), deutscher Kirchenmusiker
- Michael Schütz (Schauspieler) (* 1964), deutscher Schauspieler
- Michael Schütz (Fußballspieler, 1966) (* 1966), deutscher Fußballspieler
- Michael Schütz (Fußballspieler, 1990) (* 1990), österreichischer Fußballspieler
- Monika Schütz-Kania (* 1956), deutsche Volkskundlerin und Museumsleiterin
- Moritz von Schütz zu Holzhausen gen. von Bechtolsheim (1837–1901), Kammerherr und Abgeordneter

### N
- Nora Schütz Minorovics (* 1934), rumänische freischaffende Künstlerin

### O
- Oliver Schütz (* 1960), deutscher Musiker, Journalist, Schauspieler und Veranstalter
- Otto Schütz (1907–1975), Schweizer Politiker (SP) und Genossenschafter

### P
- Paul Schütz (Theologe) (1891–1985), deutscher evangelischer Theologe und Hochschullehrer
- Paul Schütz (Politiker) (1910–1990), deutscher Politiker (CVP)
- Paul Schütz (Architekt) (1930–1985), deutscher Architekt und Hochschullehrer
- Peter Schütz (Komponist) (1899–1977), österreichischer (Banater) Komponist
- Peter Schütz (Politiker, 1945) (1945–1997), deutscher Politiker (CDU)
- Peter Schütz (Politiker, 1959) (* 1959), Schweizer Politiker (FDP) und Unternehmer
- Peter Schütz (Ökonom) (* 1960), deutscher Wirtschaftswissenschaftler und Hochschullehrer
- Pico Schütz (* 1935), eigentlich Arnold Schütz, deutscher Fußballspieler
- Philipp Schütz (1796–1864), deutscher Theologe, MdL Nassau
- Philipp Friedrich Schütz, genannt Mannefriedrich (1780–1812), deutscher Korbflechter und Räuber
- Philippine Schütz (1767–1797), deutsche Malerin

### R
- Richard Schütz (* 1967), deutscher Eishockeyschiedsrichter
- Robert Schütz (* 1967), deutscher Eishockeyspieler
- Roger Schütz bzw. Roger Schutz (1915–2005), Schweizer Theologe, Gründer von Taizé, siehe Frère Roger
- Rudi Schütz (* 1926), deutscher Generalmajor der NVA
- Rüdiger Schütz (* 1939), deutscher Historiker
- Rudolf Schütz (1939–2024), österreichischer Geistlicher, Militärgeneralvikar
- Rudolf-Maria Schütz (1929–2007), deutscher Mediziner, Geriater und Gerontologe

### S
- Sarah Schütz (* 1978), Schweizer Triathletin
- Siegmund Schütz (1906–1998), deutscher Entwerfer und Gestalter
- Siiri Schütz (* 1974), deutsche Konzertpianistin
- Simon Schütz (* 1997), deutscher Eishockeyspieler
- Simone Schütz-Bosbach (* 1974), deutsche Psychologin und Hochschullehrerin
- Sophie Schütz (geb. Charlotte Sophie Höffert; 1809–1850), deutsche Schauspielerin
- Stefan Schütz (1944–2022), deutscher Schriftsteller
- Steffen Schütz (* 1966), deutscher Unternehmer und Politiker (BSW)
- Stephan Schütz (* 1966), deutscher Architekt
- Susanne Schütz (Diplomatin), deutsche Diplomatin
- Susanne Schütz (Politikerin) (* 1966), deutsche Politikerin (FDP)

### T
- Thekla Schütz (ca. 17. Jahrhundert–1687), deutsche Äbtissin
- Theodor Schütz (1878–1961), österreichisch-tschechischer Sänger
- Thomas Schütz (* 1983), deutscher Sänger
- Thorsten Schütz (* 1971), deutscher Generalarzt
- Tom Schütz (* 1988), deutscher Fußballspieler

### U
- Udo Schütz (* 1937), deutscher Unternehmer und Rennfahrer, Gründer der Schütz Werke
- Ulrich Schütz (um 1430–1505/1506), Montanunternehmer und Chemnitzer Bürgermeister
- Uta Schütz (* 1955), deutsche Schwimmerin

### V
- Volker Schütz (Musikpädagoge) (1939–2022), deutscher Hochschullehrer für Musikpädagogik
- Volker Schütz (* 1968), deutscher Experimentalfilmer und Fotokünstler

### W
- Waldemar Schütz (1913–1999), deutscher Politiker (DRP, NPD), MdL, rechtsextremer Buch- und Zeitungsverleger
- Walter Schütz (Politiker, 1884) (1884–1945), deutscher Politiker (DVP, DNVP)
- Walter Schütz (Politiker, 1897) (1897–1933), deutscher Politiker (KPD)
- Walter J. Schütz (1930–2013), deutscher Kommunikationswissenschaftler
- Walther Schütz (1958–2012), österreichischer Pädagoge und Autor (Umwelt-, Friedenspolitik)
- Waltraud Schütz (1957–2005), österreichische Politikerin
- Werner Schütz (1900–1975), deutscher Politiker
- Wieland Schütz (* 1938), deutscher Grafik-Designer und Sammler
- Wilhelm von Schütz (Christian Wilhelm von Schütz, genannt Schütz-Lacrimas; 1776–1847), deutscher Autor
- Wilhelm Schütz (Mediziner) (1808–1857), deutscher Mediziner
- Wilhelm Schütz (Tiermediziner) (1839–1920), deutscher Tierarzt und Veterinäranatom, Mitentdecker des Rotz-Erregers
- Wilhelm Schütz (Physiker) (1900–1972), deutscher Physiker
- Wilhelm Ignaz Schütz (1624–1692), deutscher Jurist, Reichshofrat und Schriftsteller
- Wilhelm Wolfgang Schütz (1911–2002), deutscher Publizist, Schriftsteller und Politikberater
- Willi Schütz (1914–1995), deutscher Maler
- Willy Schütz-Erb (1918–1992), deutscher Komponist und Dirigent
- Wolfgang Schütz (Journalist), deutscher Journalist
- Wolfgang Schütz (Schauspieler) (* 1935), deutscher Schauspieler, Regisseur und Dichter
- Wolfgang Schütz (Funktionär) (1936–2009), deutscher Zoologe, Kammerfunktionär und Naturschützer
- Wolfgang Schütz (Mediziner) (* 1948), österreichischer Pharmakologe und Hochschullehrer
- Wolfgang Schütz (Rennfahrer) (* 1950), deutscher Automobilrennfahrer

### X
- Xóchil A. Schütz (* 1975), deutsche Autorin und Spoken-Word-Autorin